# Christian Chomel
Christian Chomel, dit Chocho, né le 30 septembre 1959 à Grans, est un raseteur français, huit fois vainqueur de la Cocarde d'or.

## Biographie
Il commence à raseter en 1976. Il prend sa retraite en 1996.
Il vécut à La Calmette, où il installa sa manade, la manade du Devois, avant de rejoindre les Saintes-Maries-de-la-Mer après les inondations de 2002[réf. nécessaire].

## Palmarès
- Cocarde d'or (Arles) : 1981 - 1982 - 1984 - 1985 - 1986 - 1987 - 1988 - 1989
- Muguet d'or (Beaucaire) : 1982 - 1983 - 1984 - 1985 - 1987 - 1989 - 1991
- Palme d'or (Beaucaire) : 1980 -1982 - 1983 - 1985 - 1989 - 1991
- Trophée des As : 1982 - 1983 - 1984 - 1989
- Trophée des maraichers (Châteaurenard) : 1982 - 1983 - 1984 - 1985 - 1987 - 1988 - 1989 - 1991 - 1992
- Raset d'or (Beaucaire) : 1978 - 1979 - 1982 -1985
- Trophée Pescalune (Lunel) : 1984 - 1986 - 1988 - 1989
- Trophée des impériaux (Les Saintes-Maries-de-la-Mer) : 1982 - 1983 - 1984
- Trophée des melonniers (Saint-Martin-de-Crau) : 1981 - 1982 - 1983
- Trophée de la ville de Nîmes : 1984 - 1985 - 1986 - 1987
- Trophée des olives vertes (Mouriès) : 1984- 1993
- Corne d'or (Eyragues) : 1988 - 1989 - 1990 - 1991
- Palme des cracks (Beaucaire) : 1986 - 1987 - 1988 - 1989
- Challenge de la bouvine Midi-Libre : 1989
- Les lauriers d'Arles : 1991
- Trophée de la féria (Arles) : 1991
- Trophée du raplau (Pelissanne) : 1977 - 1978
- Meilleur raseteur (Vergèze) : 1978
- Souvenir Francis San-Juan (Lunel) : 1981 - 1983
- Trophée Roger Damour (Lunel) 1982 : - 1983
- Souvenir Maurice Lansac (Gallargues) : 1982
- Souvenir Chabanon (Saint-Laurent-d'Aigouze) : 1982
- Meilleur raseteur (Grans) : 1983 - 1984 -1985 - 1988 - 1989 - 1991
- Trophée des Vendanges (Beaucaire) 1983
- Trophée Titi Boncoeur (Port-Saint-Louis-du-Rhône) 1983
- Trophée Daniel Pellegrin (Cavaillon) 1983
- Trophée du Club taurin l'Aficion (Beaucaire) 1983
- Trophée Jean-François Brouillet (Baillargues) 1983
- Trophée Eugène Cammal (Vendargues) 1983
- Trophée A. Genest (Saint-Geniès-de-Malgoirès) 1983
- Trophée A. Rebuffat (Lunel) 1983
- Le Gland d'or (Saint-Gilles) 1984
- Trophée C. Mestre 1986
- Trophée H. Bonnet (Istres) 1987 - 1993
- Trophée Pierre Gon (Saint-Rémy-de-Provence) 1987 - 1988
- Trophée Foire régionale (Beaucaire) 1987
- Trophée Yves Abric (Pérols) 1987 - 1988
- Meilleur raseteur (Istres) 1988
- Meilleur raseteur (Méjanes) 1989
- Meilleur raseteur (Manduel) 1989- 1995
- Carré d'As (Mauguio) 1989
- Meilleur raseteur (La Calmette) 1989 -1990
- Trophée Marius Gardiol (Beaucaire) 1989- 1990
- Meilleur raseteur du Club taurin Fanfonne Guillierme 1990- 1991
- Trophée André Soler (Mouriès) 1990
- Trophée de la mer (Le Grau-du-Roi) 1991
- Ficelle d'Argent (Pérols) 1991
- Journée J. Marignan (Aureille) 1992
- 80e anniversaire du club taurin (Mouriès) - Meilleur raseteur 1992
- Souvenir Paul Daniel (Fourques) 1993
- 30e anniversaire du club taurin (Aureille) - Meilleur raseteur 1993
- Se Trophée André Blanc (Mouriès) 1993
- 2e Trophée Souvenir Henri Martel (Eyguières) 1994
- Journée André Soler (Aureille) Meilleur raseteur 1994
- Le Gland d’Or (Montfrin) 1994

### Médailles
- Médaille du Conseil général de l'Hérault
- Médaille du Conseil général des Bouches-du-Rhône
- Médaille d'honneur du Conseil général de l'Hérault
- Médaille du meilleur raseteur à Lunel-Viel en 1987, à Alès en 1987, 1988, 1991 et 1996

#### Médailles de la ville
- Pélissanne
- Grans
- Mauguio
- Lunel-Viel
- Palavas
- Nîmes
- La Calmette
- Bellegarde
- Le Grau-du-Roi
- Vendargues